# My Girl (chanson de Miliyah Kato)
Pour les articles homonymes, voir My Girl.
Singles de Miliyah Katō
Eyes on you
(2007) Love is...
(2007)
My Girl est le 9e single de Miliyah Katō sorti sous l'étiquette Mastersix Foundation le 30 mai 2007 au Japon. Il atteint la 29e place du classement de l'Oricon. Il se vend à 4 736 exemplaires la première semaine et reste classé pendant cinq semaines pour un total de 9 690 exemplaires vendus.
My Girl a été utilisé comme thème de fin pour le drama Hanayome to Papa. La seconde piste du single, Better days -sweet love side-, est une reprise de la chanson Better days de Dohzi-T (en). Better days -sweet love side- se trouve également sur la compilation Best Destiny et sur l'album Tokyo Star.

## Liste des titres
| 1. | My Girl feat. COLOR           | Smokey Robinson, Ronald White | Smokey Robinson, Ronald White, Miliyah Katō, COLOR | 3:24 |
| 2. | Better days -sweet love side- | Miliyah Katō                  | Dohzi-T, Shingo.S, Miliyah Katō                    | 4:42 |
| 3. | Because of U                  | Miliyah Katō                  | 3rd Productions                                    | 4:37 |